# جامعة أكتوبر التكنولوجية
جامعة أكتوبر التكنولوجية هي جامعة حكومية مصرية، إحدى الجامعات التكنولوجية التي تم إنشاءها طبقًا لقانون رقم 72 لسنة 2019 والخاص بإنشاء الجامعات التكنولوجية في مصر وهي مؤسسات تعليمية تنتهج أسلوب التعليم والتدريب للطلاب في مختلف التخصصات التي يحتاجها سوق العمل مع تطوير وبناء المهارات اللازمة لإلحاق الخريج بسوق العمل مباشرة، تقع الجامعة بمدينة السادس من أكتوبر بمحافظة الجيزة على مساحة 49 ألف متر مربع، تضم الجامعة مبنى صندوق تطوير التعليم، مبنى إدارة الجامعة، 2 مبنى للفصول الدراسية، ومبنى الورش والمعامل، وتبلغ مدة الدراسة بالجامعة أربعة سنوات، وتمنح الجامعة الدرجات العلمية على حسب التخصص وهي الدبلوم فوق المتوسط المهني في التكنولوجيا، البكالوريوس المهني في التكنولوجيا، الماجستير المهني في التكنولوجيا، والدكتوراه المهنية في التكنولوجيا. وبدأت الدراسة في الجامعة في أكتوبر 2022.

## الأهداف
طبقاً لقانون رقم 72 لسنة 2019 أنشأت الجامعات التكنولوجية لتحقيق عدة أهداف أهمها:
- استحداث مسار جديد متكامل للتعليم والتدريب التطبيقي والتكنولوجي وموازٍ لمسار التعليم الأكاديمي.
- تطبيق التكنولوجيا واستغلالها لصالح المجتمع وتأهيل الخريجين لتلبية احتياجات سوق العمل.
- توفير تعليم تكنولوجي يقدم خدمات تعليمية وتدريبية ذات جودة مرتفعة.
- التطوير المستمر للمناهج والخطط الدراسية لجميع المراحل والمستويات الدراسية.
- تقديم المساعدة الفنية والمشورة الإدارية في مجال التعليم الفني والتدريب.

## الكليات
تضم الجامعة كليتين هما:
كلية تكنولوجيا الصناعة والطاقة
تضم برامج تكنولوجيا تشغيل وصيانة ماكينات الغزل والنسيج، تكنولوجيا الجرارات والمعدات الزراعية، تكنولوجيا الصناعات الغذائية، تكنولوجيا السكك الحديد، وتكنولوجيا المعلومات.
كلية تكنولوجيا العلوم الصحية
تضم برامج مساعد تمريض، مساعد صيدلي، مساعد أسنان.

## وصلات خارجية
- صفحة الجامعات التكنولوجية بموقع وزارة التعليم العالي.